# اچ‌ام‌اس بولوارک (۱۸۰۷)
اچ‌ام‌اس بولوارک (۱۸۰۷) (به انگلیسی: HMS Bulwark (1807)) یک کشتی بود که طول آن ۱۸۱ فوت ۱۰ اینچ (۵۵٫۴۲ متر) بود. این کشتی در سال ۱۸۰۷ ساخته شد.